# Poesía sin fin
Pour plus de détails, voir Fiche technique et Distribution.
Poesía sin fin est un film franco-chilien réalisé par Alejandro Jodorowsky, sorti en 2016. Le film a été présenté à la Quinzaine des réalisateurs au Festival de Cannes 2016.
Ce film est la suite de La danza de la realidad sorti en 2013.

## Synopsis
Alejandro et ses parents ont quitté Tocopilla pour s'installer à Santiago. Alors que son père souhaite qu'il devienne médecin, le garçon rêve de devenir poète. Après avoir quitté sa famille, il fréquente les milieux artistiques et rencontre notamment les poètes Enrique Lihn, Nicanor Parra et Stella Díaz Varín.

## Fiche technique
- Titre français : Poesía sin fin
- Réalisation : Alejandro Jodorowsky
- Scénario : Alejandro Jodorowsky
- Photographie : Christopher Doyle
- Montage : Maryline Monthieux
- Musique : Adan Jodorowsky
- Costumes : Pascale Montandon-Jodorowsky
- Production : Xavier Guerrero Yamamoto
- Sociétés de production : Le Pacte, Le Soleil Films, Openvizor, Satori Films
- Pays d'origine :  Chili et  France
- Langue de tournage : espagnol
- Genre : biographique, drame
- Durée : 128 minutes
- Format : couleur - 1,85:1
- Dates de sortie :
  - France : 14 mai 2016 (Festival de Cannes 2016) ; 5 octobre 2016 (sortie nationale)
  - Chili : 6 octobre 2016 (Cineteca Nacional de Chile)

## Distribution
- Adan Jodorowsky : Alejandro
- Jeremias Herskovits : Alejandro enfant
- Brontis Jodorowsky : Jaime, le père d'Alejandro
- Pamela Flores : Sara, la mère d'Alejandro / Stella Díaz Varín
- Leandro Taub : Enrique Lihn
- Julia Avendaño : Pequeñita
- Felipe Ríos : Nicanor Parra
- Carolyn Carlson : Maria Lefevre, la tireuse de tarot
- Adonis : Andres Racz
- Kaori Ito : Cana, la danseuse japonaise

## Réception critique
Pierre Murat de Télérama est enthousiaste et écrit : « le cinéaste poursuit, avec Poesia sin fin, le récit burlesque, coloré, extravagant de sa vie. Il l'invente, la réinvente en une suite de trouvailles esthétiques, de scènes époustouflantes [...] Le film exalte le cinéma magique, celui de Méliès, ses trucages naïfs et l'émotion qui les submerge. Jodorowsky s'en sert pour inciter les spectateurs de tous les films du monde à s'ouvrir à l'imaginaire. Aux fantasmes. A tout ce qui dépasse la réalité. Lors du dénouement, soudain présent sur l'écran, il force celui qu'il a été, jadis, à se réconcilier avec son père – ce qu'il n'a jamais réussi à faire dans la vie. C'est le rôle du cinéma de conserver le passé, de se réconcilier avec lui et, en un sens, de retrouver, comme le temps perdu de Marcel Proust. ».
Vincent Ostria des Inrockuptibles  est plus mesuré et écrit : « poursuivant sur la lancée du premier volet, Jodorowsky reprend ses délires filmiques sur le même mode baroco-excessif, ou “psycho-magique”, pour citer son expression. [...] c’est une suite de moments vécus ou imaginaires, en général hyper stylisés, où le jeune Jodo festoie avec ses amis bohèmes et se mélange avec des créatures bigger ou smaller than life, tout en ressassant à l’envi le mot “poésie”. Mais suffit-il de se clamer “poète” pour le devenir ? [...] Il reste indéniable que Jodorowsky est un grand saltimbanque féru de grotesque, pour le meilleur et pour le pire. [...] Quoique souvent indigeste et répétitif, c’est le film punk de l’année. »
Olivier Lamm de Libération est encore plus sévère et déclare que « les éléments qui plombent Poesía Sin Fin et signalent l’essoufflement de son auteur ne manquent pas (symbolisme psychanalytique pataud, imagerie foraine épuisée, mépris généralisé pour la plupart des personnages secondaires - c’est-à-dire tous ceux qui ne sont pas lui). [...] Mais le plus désagréable dans le film tient dans le nombrilisme ahurissant de la narration qui donne l’impression, même au spectateur, d’être passé à côté de sa vie au cas où il n’aurait pas vécu un passage à l’âge adulte aussi fantasque et violent. Dans une interview que l’on peut lire dans le dossier de presse du film, Jodorowsky se plaint que le public «colonisé» par le cinéma commercial ne se soucie plus que de sa «détente» et explique que sa seule marge de manœuvre en retour est de ne créer que pour se guérir lui-même en se fichant de ceux qui s’aventureraient à regarder le résultat. Quand bien même l’opposition auteur-public semble échappée d’un autre temps, on est aux regrets de confirmer que ce mépris étonnant à l’endroit, en gros, de cette partie non négligeable de l’humanité qui n’est pas Alejandro Jodorowsky se sent à chaque instant de son film. ».
Un des passages du film, où Enrique concrétise symboliquement la démarche artistique libérée en organisant une marche « tout droit devant » sans jamais tourner a inspiré les organisateurs du Festival del Viaggio qui ont proposé une promenade à l’aube dans Florence en partant de la Basilique San Lorenzo de Florence pour arriver sur le Ponte Vecchio en allant toujours tout droit.

## Box-office
- France : 74 691 entrées[4]